# Otto Rüfenacht
Pour les articles homonymes, voir Rüfenacht.
Otto Rüfenacht, né le 27 octobre 1919 et mort le 1er novembre 1982, est un escrimeur suisse.

## Carrière
Otto Rüfenacht participe aux Jeux olympiques d'été de 1952 et remporte la médaille de bronze dans l'épreuve de l'épée par équipe.